# Frachtrate
Die Frachtrate (oder Frachtsatz; englisch freight rate) ist im Transportwesen der Preis für den Transport von Frachtgut.
Die Frachtrate beschränkt sich auf den Gütertransport, ihre Pendants in der Personenbeförderung sind der Beförderungstarif (öffentlicher Verkehr), Flugpreis (englisch Class Rates), Schiffspreis, Reisepreis oder Taxitarif. Frachtraten gibt es in der Binnen- (Binnenfracht) und Seeschifffahrt (Seefracht), Luftfracht (englisch General Cargo Rates) sowie bei Speditionen (hier Frachtsatz genannt).
In der Linienschifffahrt schließen sich Reedereien zur einheitlichen Festlegung von Frachtraten freiwillig zu Schifffahrtskonferenzen zusammen.

## Wirtschaftliche Aspekte
Die Kalkulation einer Frachtrate hängt von verschiedenen Parametern ab, aus denen die individuelle Frachtrate gemäß einer Tabelle oder Formel gebildet wird. Solche Parameter sind typischerweise Entfernung, Masse, Form, Volumen und Art des Transportmittels (Lkw, Schiff, Flugzeug), sowie häufig auch die Verfügbarkeit der zur Beförderung benötigten Ressourcen. Ein Beispiel für eine zur Bestimmung der Frachtrate verwendete Formel ist das beim Lufttransport verwendete Volumengewicht.
Die Frachtrate ist wesentlicher Bestandteil des Frachtvertrages und besteht aus der Grundfracht sowie einem möglichen Frachtzuschlag. Die Grundfracht bezieht sich auf die Frachteinheit (Gewicht des Frachtguts), Frachtzuschläge können für Schwergut, Tiertransporte oder für Überlängen hinzukommen. In der Grundfracht sind auch die Gebühren für die Verladung und Löschung des Frachtgutes enthalten. Als Zuschlag oder Abschlag auf die Frachtrate kann der Bunker Adjustment Factor berücksichtigt werden für den Fall schwankender Ölpreise.
Eine „Baisse-Klausel“ ist eine Klausel im Frachtvertrag, nach der die vereinbarte Frachtrate gesenkt wird, wenn es auf dem Markt zu einer allgemeinen Ermäßigung der Frachtraten kommen sollte.  Die Veränderung der Frachtraten ergibt sich dabei aus dem „Baltic Dry Index“. Er ist ein Index für Frachtraten im globalen Warenverkehr per Schiff, der seit 1985 von der Warenbörse der Baltic Exchange für Trockenschüttgut veröffentlicht wird.